# Tamanidion multidenticuli
Genre
Espèce
Tamanidion multidenticuli, unique représentant du genre Tamanidion, est une espèce d'araignées aranéomorphes de la famille des Theridiidae.

## Distribution
Cette espèce est endémique de Malaisie péninsulaire,.

## Publication originale
- Wunderlich, 2011 : Extant and fossil spiders (Araneae). Beiträge zur Araneologie, vol. 6, p. 1-640.